# Eiben Ottó
Eiben Ottó (Szombathely, 1931. április 6. – Budapest, 2004. november 16.) magyar humánbiológus, antropológus, egyetemi tanár.

## Életpályája
Az érettségi után a debreceni Kossuth Lajos Tudományegyetem Természettudományi Kara biológiai-kémia szakára iratkozott be, ahol 1954-ben kapta meg középiskolai tanári diplomáját. Már első éves hallgatóként bekapcsolódott a Malán Mihály professzor által vezetett Embertani Tanszék kutatómunkájába, és első szakcikke 1951-ben jelent meg a józsai gyermekek testmagasságáról, és kezük szorító erejéről. A körmendi Kölcsey Ferenc Gimnázium tanáraként 1958-ban kezdte meg, és tízévente, 1998-ig folytatta, a körmendi ifjúság antropológiai mérését, vizsgálatát (halála után dr. Tóth Gábor humánbiológus vette át ezt a stafétabotot). 1963-ban hívták meg az Eötvös Loránd Tudományegyetem Természettudományi Kara Embertani Tanszékére, ahol adjunktusként, majd docensként dolgozott. 1989-ben nevezték ki egyetemi tanárrá. 1975 és 1996 között, több mint húsz éven át a tanszék vezetője volt, majd 2001-ben vonult nyugdíjba.
Kiemelkedő érdemei közé tartozik az antropológus/humánbiológus szakirányú továbbképzés megindítása, valamint a Kar Biológiai Doktori Iskolájában a humánbiológia programrész megalapítása. Több generációt indított el a pályán, számos egyetemi doktori és kandidátusi, majd PhD-értekezés témavezetője volt.

## Kutatási területe
Különösen a gyermekek növekedésére, érésére, az arra ható társadalmi-gazdasági tényezőkre és a szekuláris trendre (a testméretek generációs változásaira) vonatkozó vizsgálatai kiemelkedőek.

## A körmendi növekedésvizsgálat
1958-ban kezdte meg, és egészen haláláig pontosan tíz évenként végezte el ugyanabban a népességben a növekedésre vonatkozó  vizsgálatait, az úgynevezett "Körmendi növekedésvizsgálatot". Ez a világszerte is egyedülálló, hosszútávú kutatás volt Eiben Ottó egyik olyan eredménye, amelynek köszönhetően nemzetközi hírnévre tett szert. A körmendi kutatások (felmérések sorrendben – 1.: 1958, 2.: 1968, 3.: 1978, 4.: 1988, 5.: 1998, 6.: 2008) a növekedés, a testi érés, és a generációnkénti testméret, és testösszetételi változások sajátos, helyi és általános érvényű jellegzetességeit mérték fel.
Az ötödik, 1998-ban elvégzett vizsgálat eredményeit is feldolgozva 2003-ban jelentette meg a "Körmend ifjúságának biológiai fejlettsége a 20. század második felében" című monográfiáját, amely igen alaposan mutatja be ezeket a helyi sajátosságokat nemzetközi kitekintéssel. Az eredmények nemcsak a körmendi gyermekek és ifjak testi fejlettségének, növekedésének-érésének a változásait, hanem az arra ható tényezők és ezek változásának sajátos hatásait is egyedülállóan szemléltetik. Sajnos, e témájú, angol nyelvű bemutató monográfiáját már nem tudta befejezni.

## Kötetei (válogatás)
- Adalékok Vas megye ifjúságának biológiai fejlettségéhez és fizikai erőnlétéhez / Eiben Ottó, Barabás Anikó, Pantó Eszter (1988)
- Szekuláris növekedésváltozások Magyarországon : a gyermekek növekedésének, biológiai érésének szekuláris trendje Magyarországon a "Körmendi Növekedésvizsgálatok" alapján / Eiben Ottó (1988)
- Adatok Szabolcs-Szatmár megye ifjúságának biológiai fejlettségéhez és fizikai erőnlétéhez / Eibner Ottó, Barabás Anikó, Pantó Eszter (1988)
- A budapesti gyermekek növekedése 14 éves korig, társadalmi-gazdasági helyzetük, életmódjuk és megbetegedési viszonyaik 12 éves korban/ Eiben Ottó et al. (1988)
- Adatok Győr- Sopron megye ifjúságának biológiai fejlettségéhez és fizikai erőnlétéhez / Eiben Ottó, Pantó Eszter, Barabás Anikó (1989)
- The Hungarian national growth study I. : Reference data on the biological developmental satuts and physical fitness of 3-18 year-old Hungarian youth in the 1980s / by O. G. Eiben, A. Barabás and E. Pantó (1991)
- A budapesti longitudinális növekedésvizsgálat : the Budapest longitudinal growth study, 1970-1988. (társszerzőkkel, 1992)
- Abstracts of the 7th International Congress of Auxolgy : 26-30 June, 1994 / ed. by O. G. Eiben (1994)
- Auxology '94 : children and youth at the end of the 20th century : invited and selected papers from the 7th Int. Congress of Auxology / ed. by O. G. Eiben (1994)

## Tudományos tisztség
- Az MTA VIII. Biológiai Tudományok Osztálya tanácskozási jogú tagja volt.

## Társasági tagság
- Három antropológiai társaságnak (a horvát, a lengyel és az európai) is tiszteleti tagja lett.

## Díjak, elismerések
- Állami Ifjúsági Díj (1986, az országos reprezentatív növekedésvizsgálatának megszervezéséért és eredményeiért);
- Gorjanovič-Kramberger-plakett (1986, Horvát Antropológiai Társaság);
- Bartucz Lajos-emlékplakett (1987, a József Attila Tudományegyetemtől nemzetközi színvonalú tudományos munkásságáért);
- Hrdlička-emlékérem (1987, Csehszlovák Antropológiai Társaságtól);
- Szent-Györgyi Albert-díj (1995, a Művelődési és Közoktatási Minisztérium jutalma Eiben Ottó nemzetközileg elismert kutatásaiért és iskolateremtő tevékenységéért);
- "Award of Merit"-plakett (1998, Nemzetközi Kinantropometriai Társaság);
- Szentágothai János-díj (1999, a Magyar Tudományos Akadémia kitüntetése);
- 1999-ben Körmend városa díszpolgárává választotta;
- Eötvös József-ezüst-koszorú (2002, a Magyar Tudományos Akadémia elnökségétől és az Arany János Közalapítvány a Tudományért Kuratóriumától

kiemelkedő tudományos életműve elismeréseképpen).